# The Rebound - Ricomincio dall'amore
The Rebound - Ricomincio dall'amore (The Rebound) è un film direct-to-video del 2009 diretto da  Bart Freundlich e interpretato da Catherine Zeta-Jones e Justin Bartha.

## Trama
Sandy, casalinga e madre di due bambini, un giorno scopre l'infedeltà di suo marito. Dopo un brusco divorzio si trasferisce a New York con i due figli, una bambina di nome Sady e un bambino di nome Frank. A New York i tre iniziano una nuova vita. Sandy prende in affitto un appartamento sopra una caffetteria e diventa amica di uno dei baristi della caffetteria, Aram Finklestein.
Aram ha 25 anni, e non è sicuro di quello che vuole fare con la sua vita, da uomo appena separato (la sua ex moglie era una donna francese che lo ha sposato solo per avere una Green Card). Nonostante abbia una laurea ed un posto di lavoro come insegnante in un Women's Center, si sente ancora senza uno scopo per la sua vita. Durante una lezione di autodifesa nel Women's Center tenuta da Aram, Sandy pratica su di lui una mossa chiamata "oceano di rabbia" e il giorno dopo va alla caffetteria per chiedergli scusa e anche di fare da babysitter ai suoi figli. 
Aram accetta l'incarico a tempo pieno e sviluppa una relazione molto stretta con i due bambini e inizia anche ad esserci della chimica tra lui e Sandy. In seguito, tra la coppia e i due bambini, avviene un imbarazzante incontro perché Frank scopre Aram e Sandy intenti a fare del sesso. Nonostante ciò, i due iniziano ad uscire insieme e dopo due mesi sembra che tra loro vada tutto alla perfezione. Un giorno, per caso, a Sandy viene la nausea e capisce che forse potrebbe essere incinta. 
Aram ne è entusiasta, non vede l'ora di crescere un figlio con lei; un medico conferma che Sandy non è incinta, ma che la sua è una gravidanza extrauterina e che essa provocherà alla donna un aborto spontaneo. Mentre lasciano il medico, scoppia una discussione tra Aram e Sandy e lei, con la scusa della loro notevole differenza di età (15 anni), gli dice che la loro relazione non avrà futuro. Dopo la loro rottura, Aram decide di viaggiare nel mondo e di sperimentare nuove cose mentre a Sandy, viene data una promozione al suo lavoro di co-conduttrice di notizie sportive.
Cinque anni dopo i due si incontrano casualmente in un ristorante cinese. Aram le rivela di aver adottato un bambino del Bangladesh e di essere ancora single e Sandy, che sta celebrando un'altra promozione lavorativa con i suoi figli ed una sua collega, invita Aram e suo figlio ad unirsi a loro. Il film si conclude con i due che si tengono per mano sotto il tavolo, mentre i loro bambini cominciano a legare: ciò implica che, forse, i due riprenderanno la loro relazione.

## Distribuzione
Il film è stato distribuito nelle sale in diversi paesi del mondo alla fine del 2009. La sua distribuzione negli Stati Uniti, inizialmente previsto per il 25 dicembre 2010, a causa della chiusura della casa di distribuzione che lo aveva acquistato, è alla fine avvenuto direct-to-video a partire dal 7 febbraio 2012.
In Italia il film è stato distribuito direttamente per il circuito televisivo, venendo acquistati i diritti di trasmissione da Mediaset, che lo ha trasmesso su Canale 5 l'11 giugno 2010. L'edizione italiana del film è curata da Ludovica Bonanome, mentre il doppiaggio è stato eseguito dalla CD Cine Dubbing sotto la direzione di Massimo Lodolo.